# Heterachne abortiva
Heterachne abortiva är en gräsart som först beskrevs av Robert Brown, och fick sitt nu gällande namn av George Claridge Druce. Heterachne abortiva ingår i släktet Heterachne och familjen gräs. Inga underarter finns listade i Catalogue of Life.